# Bolton (Vermont)
Bolton es un pueblo (subdivisión administrativa equivalente a un municipio) del condado de Chittenden, Vermont, Estados Unidos. Según el censo de 2020, tiene una población de 1301 habitantes.
El pueblo (traducción literal del término inglés town) es la unidad básica de gobierno local y la división local de la autoridad estatal en los seis estados de Nueva Inglaterra. Los pueblos de Nueva Inglaterra cubren toda el área de un estado, de manera similar a los municipios civiles (townships) en otros estados donde existen, pero son corporaciones municipales en pleno funcionamiento. 

## Geografía
Está ubicado en las coordenadas 44°23′59″N 72°52′39″O / 44.39972, -72.87750 (44.39986, -72.877397).

## Demografía
Según la Oficina del Censo, en 2000 los ingresos medios por hogar en la localidad eran de $49,625 y los ingresos medios por familia eran de $55,486. Los hombres tenían unos ingresos medios de $39,375 frente a los $28,958 para las mujeres. La renta per cápita para la localidad era de $24,256. Alrededor del 5.3% de la población estaba por debajo del umbral de pobreza.
De acuerdo con la estimación 2015-2019 de la Oficina del Censo, los ingresos medios por hogar en la localidad son de $85,500 y los ingresos medios por familia son de $94,000. Alrededor del 3.2% de la población está por debajo del umbral de pobreza.